# Marie Antoinette af Mecklenburg-Schwerin
Hertuginde Marie Antoinette til Mecklenburg-Schwerin (tysk: Marie Antoinette, Herzogin zu Mecklenburg) (28. maj 1884 – 26. oktober 1944) var en tysk prinsesse af Mecklenburg-Schwerin, der var datter af Hertug Paul Frederik og barnebarn af Storhertug Frederik Frans 2. af Mecklenburg-Schwerin.

## Biografi
Marie Antoinette blev født den 28. maj 1884 i Venedig som den ældste datter og det andet barn af Hertug Paul Frederik af Mecklenburg-Schwerin i hans ægteskab med Prinsesse Marie af Windisch-Graetz. Hendes far var en yngre søn af Storhertug Frederik Frans 2. af Mecklenburg-Schwerin.
Hertuginde Marie Antoinette havde fire søskende, der, selv om Huset Mecklenburg var protestantisk, alle blev opdraget i den romersk-katolske tro, da hertuginde Marie var katolik. Hun voksede op i Venedig, hvor familien boede, og hvor forældrene blev venner med Kardinal Sarto, den senere Pave Pius 10., der ofte besøgte familien og fungerede som deres spirituelle rådgiver.
Hun var Kejser Wilhelm 2. af Tysklands kandidat som brud for Kong Alfons 12. af Spanien. Han endte dog med i stedet at gifte sig med Kejser Wilhelm kusine, Prinsesse Viktoria Eugenie af Battenberg, niece til den britiske konge, Edward 7..
Marie Antoinette havde et vanskeligt forhold til sin fætter, Storhertug Frederik Frans 4. af Mecklenburg-Schwerin, der ofte måtte amortisere hendes gæld. Derfor måtte Marie Antoinette regelmæssigt sælge sin mors samling af arkæologiske fund, udgravet i Østrig og Kärnten, herunder fra udgravningerne i Hallstatt. Mange af disse genstande findes i dag i Harvard, Oxford og Berlin.
Marie Antoinette opholdt sig ofte med sin hofdame Antonia Pilars de Pilar i Bled i Jugoslavien. Under Første Verdenskrig fra 1914 til 1918 gjorde de begge tjeneste i flere forskellige militærhospitaler.
Hertuginde Marie Antoinette døde den 26. oktober 1944 i Bled i Jugoslavien.